# Divoch (film, 1975)
Divoch (v originále Le Sauvage) je francouzský hraný film z roku 1975, který režíroval Jean-Paul Rappeneau. Snímek měl premiéru dne 26. listopadu 1975.

## Děj
Martin Coutances, vyčerpaný městským životem, se rozhodne dát přednost před pohodlím divokému životu na pustém ostrově v Latinské Americe. Jednoho dne dorazí do jeho hotelového pokoje v Caracasu mladá žena. Nelly právě zrušila zasnoubení. Spolu s Martinem ho následuje na jeho ostrov.

## Obsazení
| Yves Montand       | Martin Coutances |
| Catherine Deneuve  | Nelly Ratabou    |
| Luigi Vannucchi    | Vittorio         |
| Tony Roberts       | Alex Fox         |
| Bobo Lewis         | Miss Mark        |
| Dana Wynter        | Jessie Coutances |
| Gabriel Cattand    | pan Delouis      |
| Vernon Dobtcheff   | pan Coleman      |
| Luis Gerardo Tovar | Ribeiro          |
| Rina Franchetti    | Vittoriova matka |

## Ocenění
- César: nominace v kategoriích nejlepší herečka (Catherine Deneuve), nejlepší režie (Jean-Paul Rappeneau), nejlepší kamera (Pierre Lhomme) a nejlepší střih (Marie-Josèphe Yoyotte)